# 红脸鸬鹚
红脸鸬鹚（学名：Phalacrocorax urile）又稱紅臉鸕鶿，为鸬鹚科鸬鹚属的鸟类，俗名水老鸦。是一種屬於鸕鷀科的鳥類。
分布于太平洋北部的阿拉斯加、阿留申群岛、亚洲西伯利亚、堪察加半島南端、千岛群岛及北海道的海域、朝鮮半島北部，在中国大陆的冬天偶见于辽宁等地。該物種是海鸟，繁殖在沿岸或小岛的岩壁间。该物种的模式产地在西伯利亚东部勘察加半岛。

## 分類
紅面鸕鶿由德國博物學家約翰·弗里德里希·格梅林於1789年在他修訂和擴展的卡爾·林奈的《Systema Naturae》中正式描述。他將其歸入鵜鶘屬（Pelecanus）並創造了雙名Pelecanus urile。格梅林基於約翰·萊瑟姆的“紅臉鸕鷀”和托馬斯·潘南特的“紅臉鸕鷀”的描述。這些作者引用了格奧爾格·威廉·斯特勒對堪察加半島探險的不同譯本。紅面鸕鶿曾歸類於鸕鶿屬（Phalacrocorax）；根據2014年發表的一項分子系統學研究，該物種被移至重生的海鸕鶿屬（Urile）。該屬由法國博物學家夏爾·呂西安·波拿巴於1856年引入。該物種的學名可能來自該物種的俄語名稱，指的是該物種現在非常稀有的千島群島。該物種為單型種：不承認任何亞種。在海鸕鶿屬（Urile）內，紅面鸕鶿與海鸕鶿（Urile pelagicus）關係密切。

## 描述
成鳥具有光澤的深藍綠色羽毛，在背部和側面變成紫色或銅色。在繁殖季節，它有雙重羽冠，並且在側腹、頸部和尾部有白色羽毛，裸露的嘴縫和眼睛周圍的皮膚是亮橙色或紅色，這給這種鳥類起了名字；雖然在非繁殖季節，顏色不那麼鮮豔，但紅色面部皮膚足以將其與其他相似的暗色鸕鷀區分開來。其腿和腳是棕黑色的。其翅膀展開範圍為25至29 cm（9.8至11.4英寸），雌鳥平均比雄鳥短約5 cm（2.0英寸）。成鳥體重在1.5、2.3（3.3、5.1磅）之間，雌鳥平均比雄鳥輕350 g（12 oz）。

## 行為

### 繁殖
當與暗色鸕鷀一起築巢時，紅臉鸕鷀通常比兩者中繁殖更成功，目前在其分佈區的東部地區數量正在增加。然而，由於對其了解相對較少，它被列為保護關注物種。

### 食物與覓食
胃內容物分析顯示，紅臉鸕鷀主要是底棲覓食，尤其捕食杜父魚。成鳥很少有掠食者，但水獺可能會嘗試捕捉它們，各種鴉科鳥類、白頭海鵰和金雕也會捕食它們。海鷗和鴉科鳥類是其蛋和雛鳥的常見掠食者。